# 馬雷什島
馬雷什島是俄羅斯的島嶼，屬於北地群島的一部分，位於十月革命島以東3.2公里的拉普捷夫海，由克拉斯諾亞爾斯克邊疆區負責管轄，長0.95公里，最高點海拔高度28米，島上無人居住。